# Kostelec nad Vltavou
Kostelec nad Vltavou je obec v okrese Písek v Jihočeském kraji. Leží na pravém břehu řeky Vltavy necelých třináct kilometrů severozápadně od Milevska. Včetně místních částí v něm žije 398 obyvatel. Dříve pod Kostelec patřil Vesec, Slavoňov, Kotýřina a tři vesnice, které byly zaplaveny při zvyšování hladiny na řece Vltavě. Byl to Ždákov, Břehy Kostelecké a Sobědražské.
V obci se také nachází pět větších rybníků a další menší rybníky, jmenují se Silvestr, Sobík, Návrat, Berník a v Přílepově Mlázovský rybník. 13. června 2009 s v Kostelci nad Vltavou konalo Celorepublikové setkání Kostelců.

## Historie

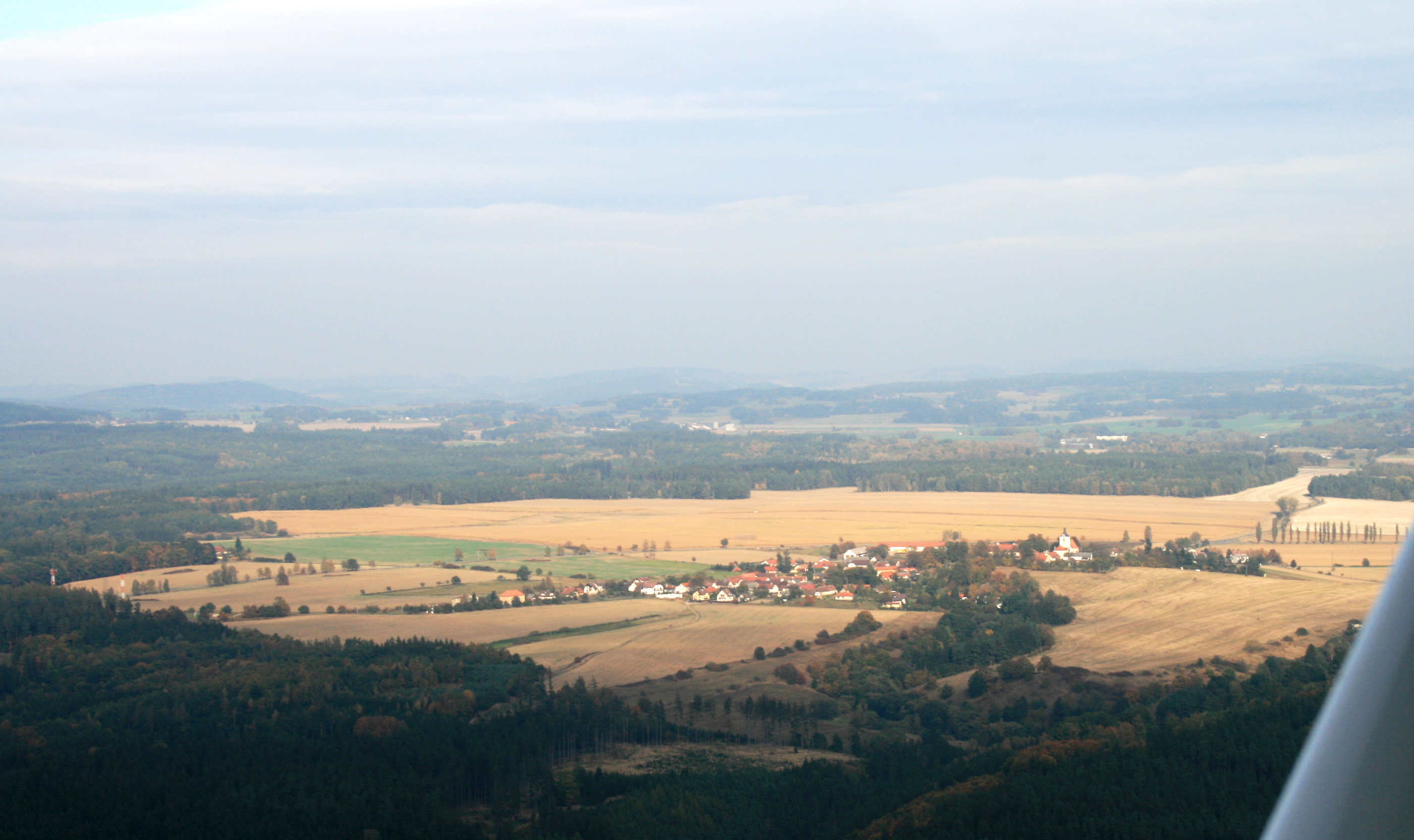
Letecký snímek

První písemná zmínka o Kostelci nad Vltavou pochází z roku 1318. Podle tohoto druhého zdroje jsou první písemné zmínky o vsi z let 1341–1342. Kostelec stejně jako mnohé okolní vesnice Zahrádka, Jickovice, Radvánov náležel k majetku benediktinského kláštera v Břevnově. Řeholníci založili na vyvýšeném návrší kostel, kolem kterého později vznikla ves. Jméno obce je zřejmě odvozeno od slova kostel. Bylo zde zřízeno proboštství. Od roku 1406 ves patřila k majetku hradu Orlík. Klášterní panství zaniklo za husitských válek. V roce 1514 postoupil Václav Zmrzlík ze Svojšína zástavní právo na Kostelec a některé okolní vesnice Kryštofu Švamberkovi. Od roku 1534 byl Kostelec v držení pánů ze Švamberka. Další držitelé byli Eggenbergové a po nich od roku 1727 Schwarzenbergové.
Sbor dobrovolných hasičů byl v obci založený roku 1893. V roce 1921 měl Kostelec 61 domů a 414 obyvatel. V roce 1924 byl v Kostelci zásluhou místního starosty, rodáka z čp. 18, Josefa Racka zavedený telefon. Za dvanáct let, kdy byl starostou, se v obci uskutečnilo mnoho zdokonalení. V roce 1930 zde žilo 411 obyvatel v 74 domech.

## Obyvatelstvo
| Rok            | 1869  | 1880  | 1890  | 1900  | 1910  | 1921  | 1930  | 1950 | 1961 | 1970 | 1980 | 1991 | 2001 | 2011 | 2021 |
| -------------- | ----- | ----- | ----- | ----- | ----- | ----- | ----- | ---- | ---- | ---- | ---- | ---- | ---- | ---- | ---- |
| Počet obyvatel | 1 557 | 1 439 | 1 373 | 1 227 | 1 246 | 1 220 | 1 124 | 838  | 761  | 721  | 579  | 461  | 414  | 400  | 389  |
| Počet domů     | 157   | 156   | 161   | 168   | 178   | 193   | 213   | 234  | 206  | 204  | 185  | 176  | 233  | 243  | 246  |

## Obecní správa

### Místní části
Obec Kostelec nad Vltavou se skládá ze čtyř částí na čtyřech katastrálních územích
- Kostelec nad Vltavou (i název k. ú.)
- Přílepov (i název k. ú.)
- Sobědraž (i název k. ú.)
- Zahrádka (k. ú. Zahrádka u Kovářova)

V letech 1964–1990 k obci patřily i Kotýřina a Vesec.

### Obecní symboly
Znak a vlajka byly obci uděleny rozhodnutím předsedy Poslanecké sněmovny Parlamentu České republiky dne 21. září 2005.

## Doprava
Okolo Kostelce vede silnice číslo 19. Přes Kostelec vede také autobusová linka ČSAD České Budějovice a cyklotrasy číslo 1155 a 1154. V obci Kostelec je celkem 13 autobusových zastávek. Nejbližší železniční stanice se nachází v Čimelicích a v Milevsku.

## Kultura a spolky
V Kostelci nad Vltavou sídlí fotbalový klub TJ Kostelec nad Vltavou, honební spolek, 4 mužstva dobrovolných hasičů (Přílepov 1, Přílepov 2, Kostelec a Sobědraž). Také zde funguje sdružení Kosteleckých cvičenek pořádající každoroční Velikonoční taneční zábavy. Působí zde i Dětský pěvecký sbor Kosteláček, který vznikl v říjnu 2005, který se úspěšně účastní mnohých soutěží nejen v okolí, ale i celonárodních.

## Pamětihodnosti
- Kostel Narození Panny Marie se nachází na kopci uprostřed Kostelce. Je zasvěcen Panně Marii. Místní kostel je dobře viditelnou dominantou z okolí. Kostel byl pravděpodobně založený mnichy benediktinského kláštera na počátku 12. století. Vrchní patra věže byla přistavěna roku 1763.[5] Vedlejší lodě kostelní byly přistavěny v 18. století.[17] Nad vchodem do kostela je latinský nápis a chronogram 1763. V tomto roce byly přistavěny dvě patra věže. Nápis nad vchodem je tento: Ave gratia plena sancta Virgo ac Dei mater (Buď Zdráva, milosti plná, svatá Panno a Matko Boží). Síla zdiva spodní části věže je 1,62 metrů. V roce 1350 se tento kostel připomíná jako kostel farní. Podle soupisů z roku 1393 byla zdejší fara bohatá. Po roce 1623 fara zanikla a kostel připadl ke kovářovské faře až do roku 1787. V tomto roce byl kostel opět povýšený na farní a byla zřízena samostatná fara.[5] Kostel Narození Panny Marie je vedený v Seznamu kulturních památek v okrese Písek. Blízký hřbitov leží na návrší v jihozápadní části obce okolo kostela.
- Špitál nechal zřídit farář a vikář Jan Adam Svoboda na popud Josefa Schwarzenberga 1. ledna 1762. Špitál sloužil jako útulek chudých a neschopných práce. V roce 1762 sem byl dosazený kaplan a špitální kantor. Prvním špitálním kaplanem byl Jan Ferbert. Prvním špitálním kantorem byl Jan František Chmel.[18] V současné době je zde místní muzeum.
- Fara byla založena také na návrh tehdejšího majitele orlického panství Josefa Schwarzenberga ve stejné době jako špitál.[18] Fara je vedená v Seznamu kulturních památek v okrese Písek.
- Bývalá škola se nachází také vedle fary a špitálu. Škola byla také založena na popud Josefa Schwarzenberga farářem Janem Adamem Svobodou. Prvním špitální kantor Jan František Chmel začal dobrovolně vyučovat i děti z okolí. V roce 1787 byla místní škola prohlášena školou veřejnou a byly k ní přiděleny děti z okolních vesnic. V roce 1876 byla budova rozšířená přestavbou. V roce 1887 byla přistavěna škola o jedno poschodí. V roce 1939 byla otevřena mateřská školka.[18]
- Muzeum se nachází na nejvyšším místě v obci, proti kostelu. Roku 2008 začaly rozsáhlé opravy některých částí věkem zdevastovaného morového špitálu. Během oprav zde byly restaurovány malé světničky se zděnými klenbami a zachovány s drobnými opravy původní stropy. Dne 13. června 2008 na „setkání Kostelců“ v Kostelci nad Vltavou zde bylo z některých původních částí otevřeno muzeum Kostelce s obrazy drobných umělců a dobovými fotografiemi při stavbě Žďákovského mostu.
- Sousoší svatého Jana Nepomuckého se nachází před kostelem Narození Panny Marie.
- Rodný dům českého folkloristy a národopisce Dr. Čeňka Zíbrta je čp. 23. Dříve zde býval hostinec a řeznictví V. Soulka, později Maříkův hostinec.[18]
- Dům čp. 22 se nachází v obci.
- Žďákovský most
- Kaple svaté Barbory na samotě v lesích.
- Roubený dům čp. 32, nacházející se zhruba v polovině cesty ke kostelu Narození Panny Marie.
- Kamenných křížů je v obci několik. Jeden se nachází poblíž kostela Narození Panny Marie. Další se nachází v obci, ve směru k fotbalovému hřišti. Jedná se o jeden z nejstarších křížů kovářovského regionu. Je z druhé poloviny 18. století. Na vysokém kamenném podstavci je kamenný řecký kříž. Podobný kříž se nachází v obci Kučeř.[19] Dál od tohoto kříže se nachází další kamenný kříž. Na svém podstavci nese dataci 1876 a je takřka na okraji obce. Další kříž se nachází v polích, za obcí, u vzrostlého stromu a je dobře viditelný z komunikace ve směru od Písku.
- Přírodní památka Bachmač

## Osobnosti
- V Kostelci se narodil národopisec a sběratel lidových tradic Dr. Čeněk Zíbrt.
- Jozef Gabčík, pozdější parašutista a účastník operace Anthropoid, se v Kostelci vyučil kovářem a zámečníkem.[20]

## Galerie

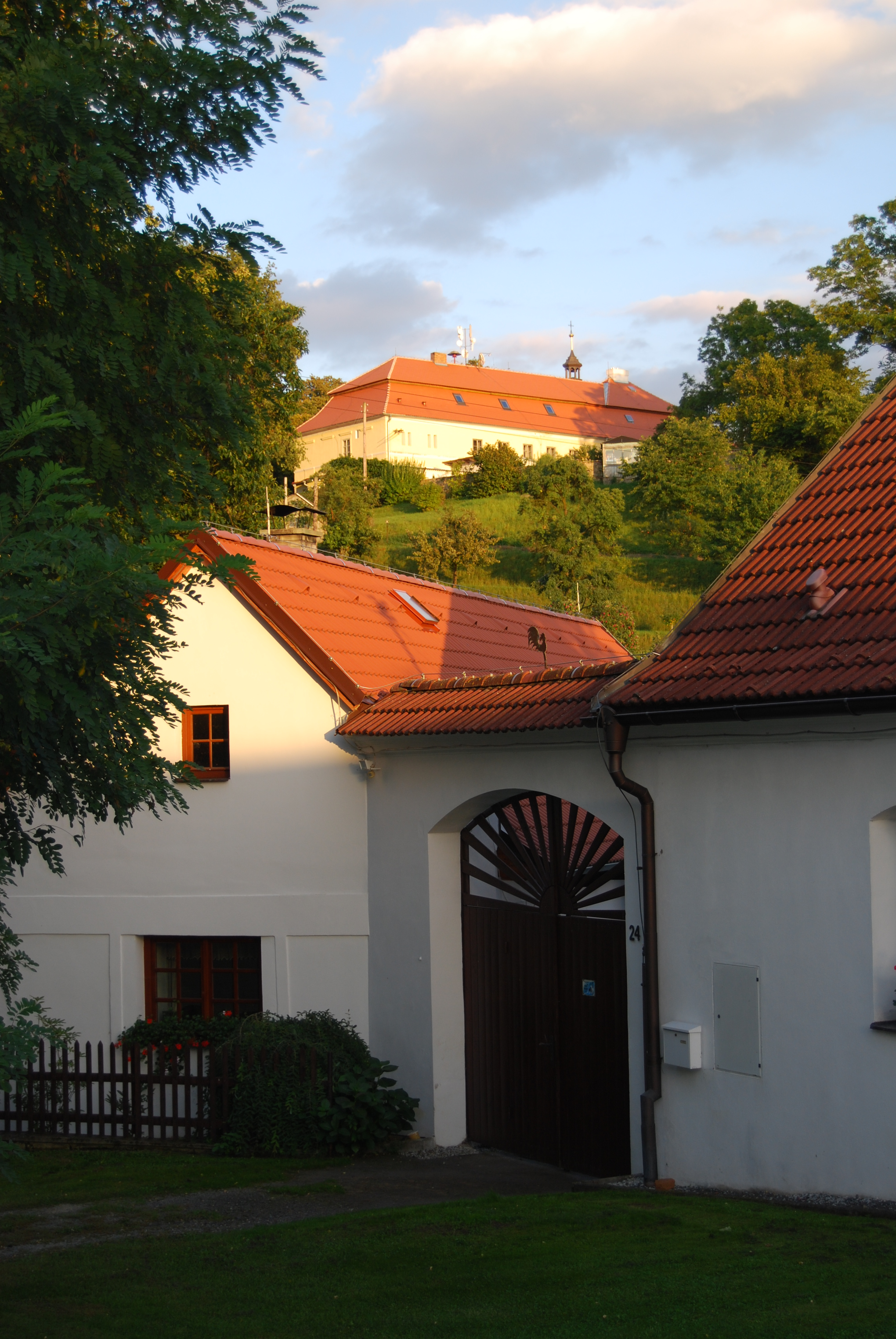
Pohled na část obce
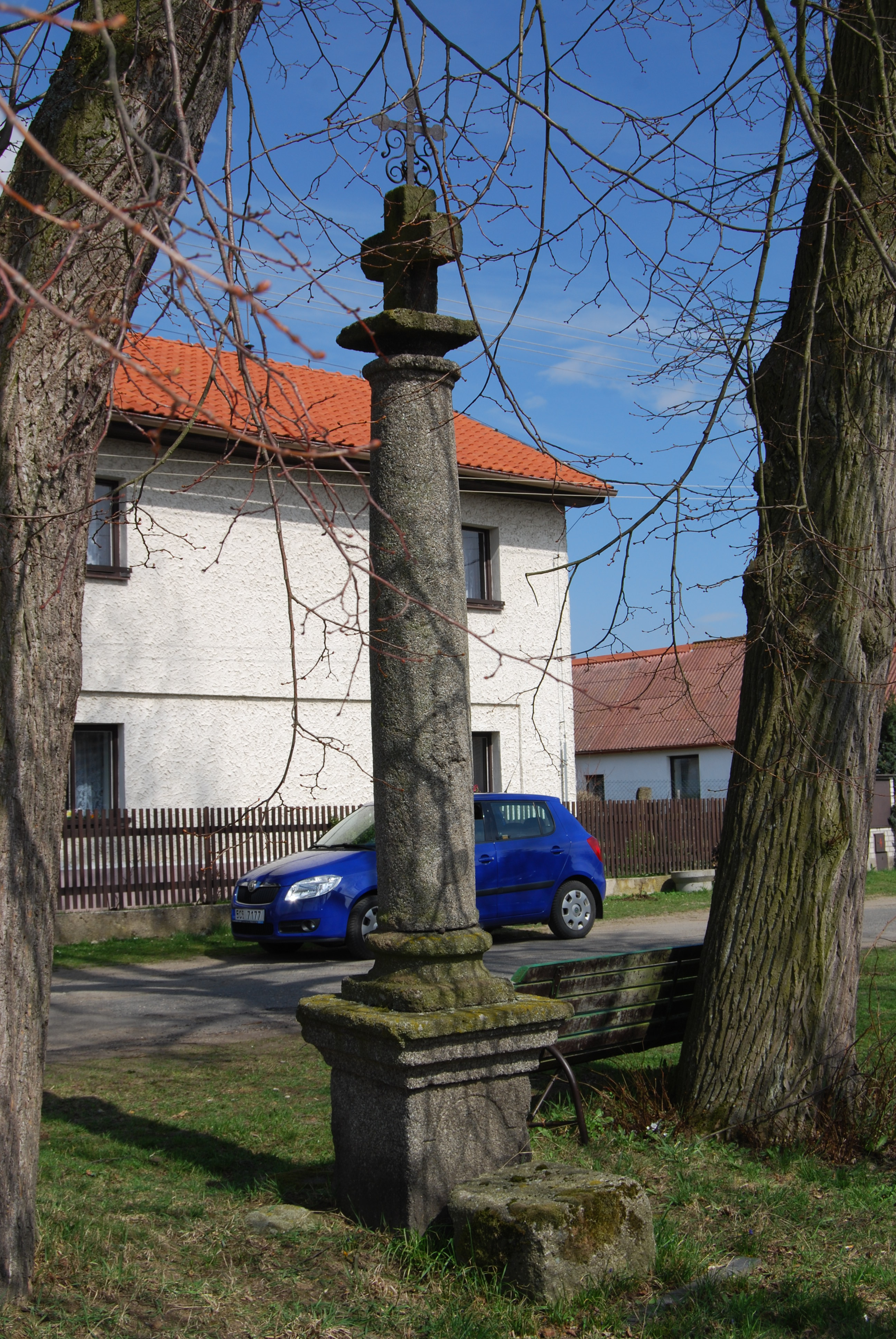
Kamenný kříž z 18. století v obci
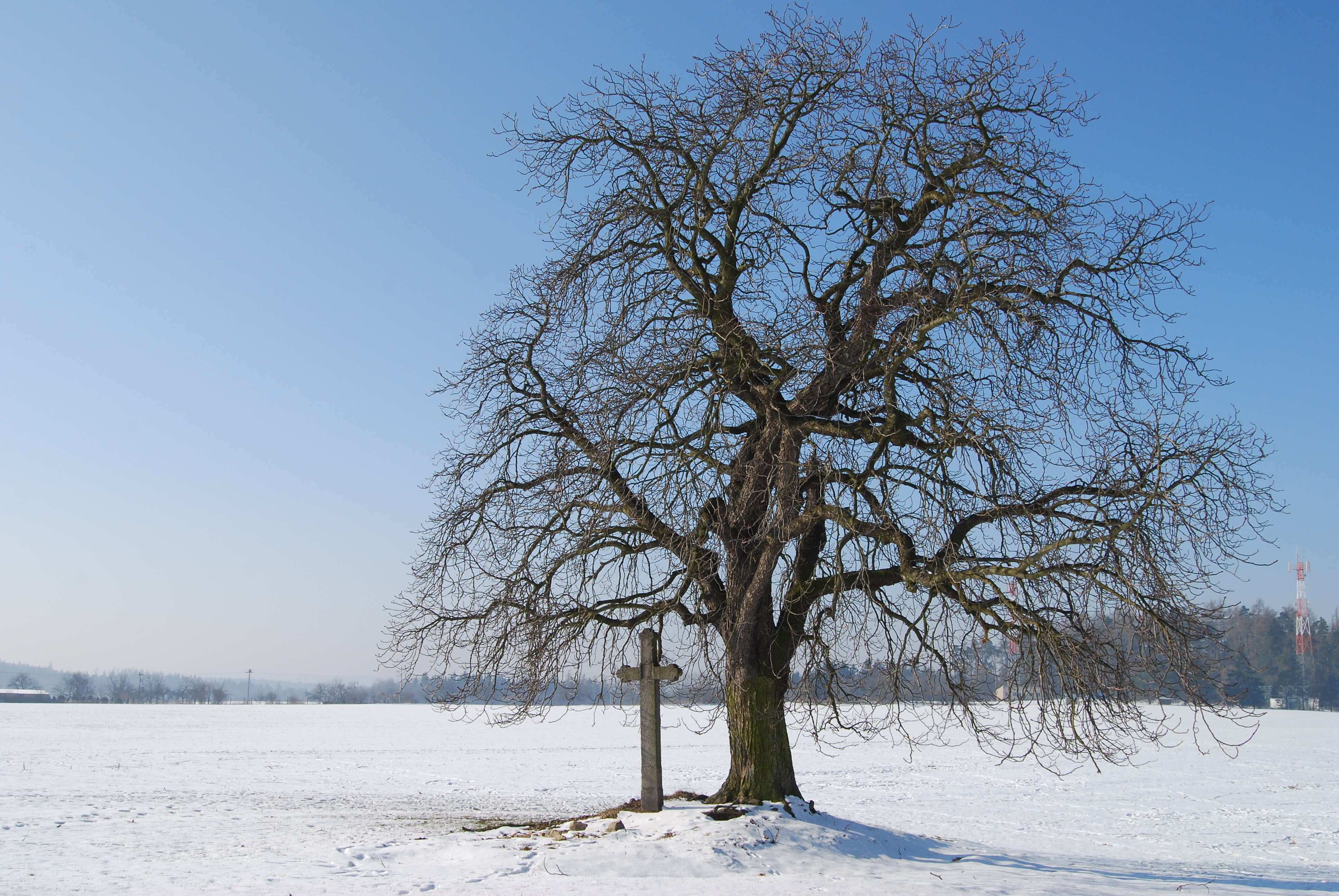
Kříž poblíž obce
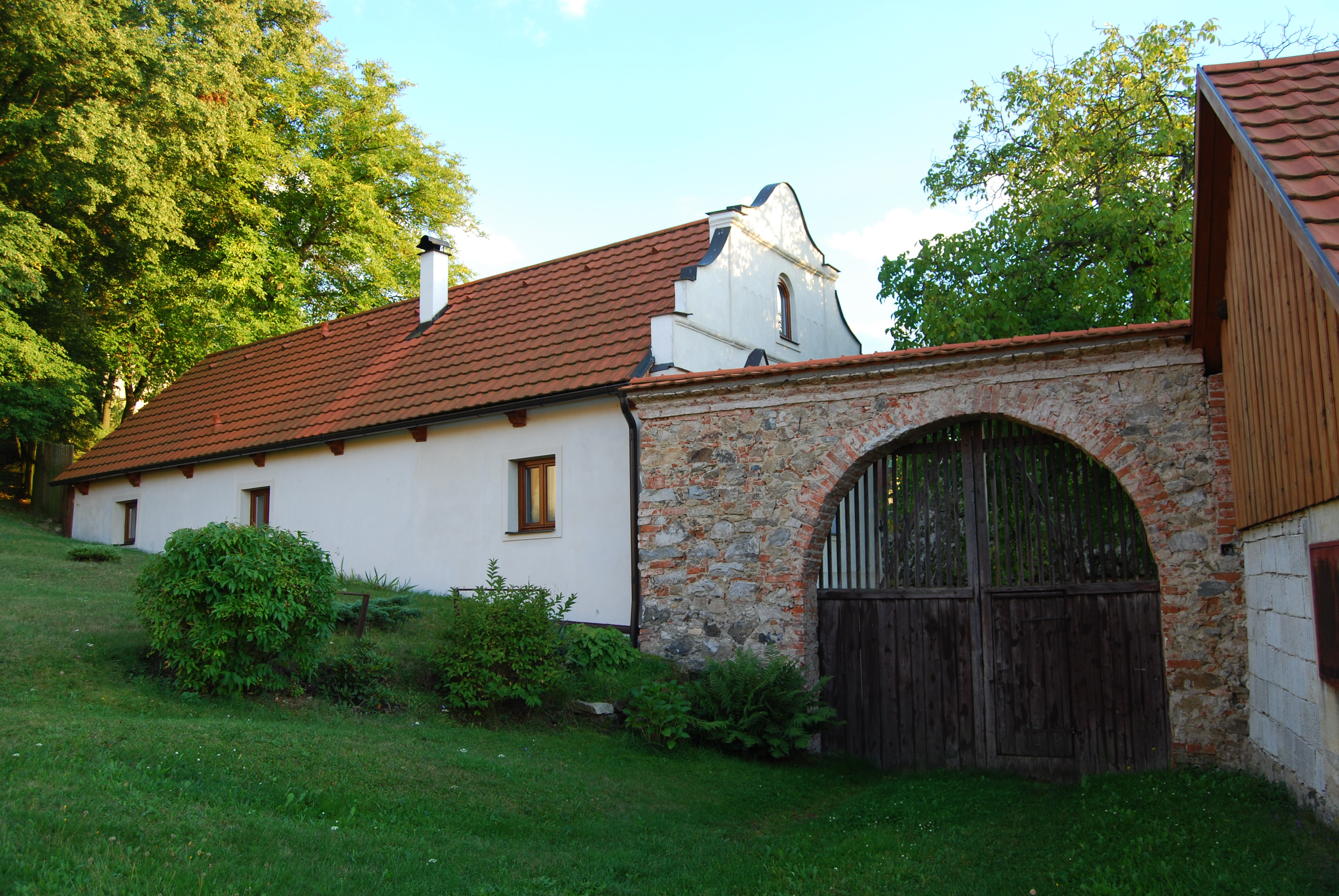
Usedlost čp. 22
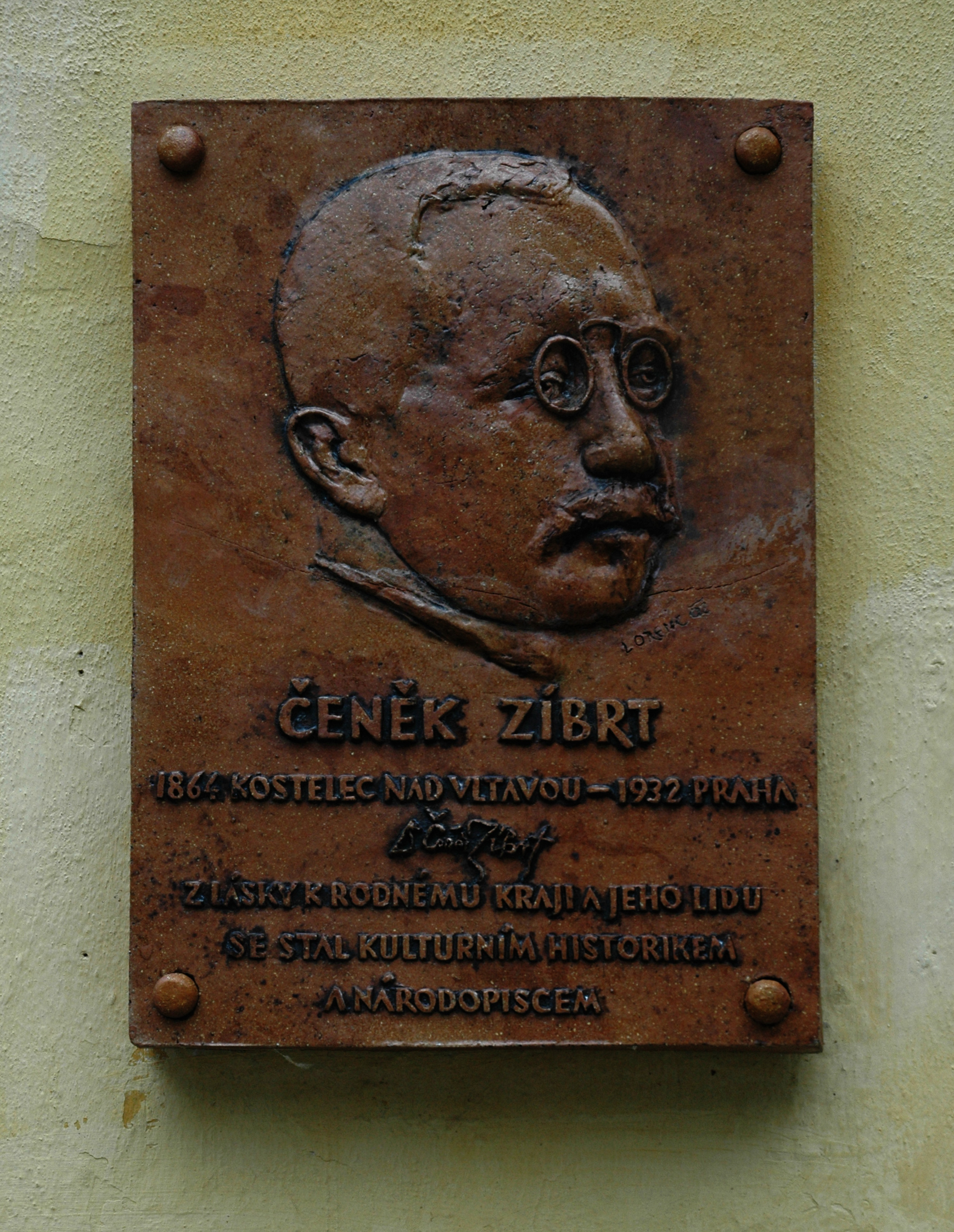
Pamětní deska, upomínající na Čeňka Zíbrta v Kostelci nad Vltavou